# Пирляр
Пирляр (азерб. Pirlər), ранее — Храморт (азерб. Xramort) — село в Ходжалинском районе Азербайджана, село является центром Пирлярского сельского административно-территориального округа.

## География
Село Пирляр является центром Пирлярского сельского административно-территориального округа Ходжалинского района, при этом в состав этого сельского административно-территориального округа входят также и сёла Дашбашы и Фаррух.
Село расположено в предгорной местности.

## История
В советский период на 1 января 1977 года село называлось Храморт и входило в состав Храмортского сельсовета Степанакертского района Нагорно-Карабахской автономной области (НКАО) Азербайджанской ССР. Указом Президиума Верховного Совета Азербайджанской ССР от 15 мая 1978 года было постановлено утвердить решение исполнительного комитета областного Совета народных депутатов Нагорно-Карабахской автономной области о переносе центра Степанакертского района из города Степанакерт (ныне Ханкенди) в рабочий посёлок Аскеран и переименовании Степанакертского района в Аскеранский район. В результате это село оказалось в составе Аскеранского района НКАО Азербайджанской ССР, при этом само село располагалось недалеко от административной границы Аскеранского района с Агдамским районом Азербайджанской ССР.
2 сентября 1991 года на совместной сессии Нагорно-Карабахского областного и Шаумяновского районного Советов народных депутатов была принята Декларация о провозглашении Нагорно-Карабахской Республики в границах Нагорно-Карабахской автономной области (НКАО) и сопредельного Шаумяновского района Азербайджанской ССР.
26 ноября 1991 года Верховный Совет Азербайджанский Республики принял закон «Об упразднении Нагорно-Карабахской автономной области Азербайджанской Республики». В этом законе было постановлено помимо упразднения Нагорно-Карабахской Автономной Области (НКАО), в том числе также и упразднение Аскеранского района, образование Ходжалинского района с центром в городе Ходжалы и передача территории упраздненного Аскеранского района в состав Ходжалинского района. В результате это село оказалось в составе Ходжалинского района Азербайджана.
Утром 1 января 1992 года Азербайджанские вооружённые силы со стороны Агдама в сопровождении шести танков и четырех БТР атаковали село.
Согласно докладу правозащитного центра «Мемориал», в ходе очередного наступления в конце января Азербайджанскими вооружёнными силами были заняты две армянские деревни: Фарух и Храморт. Согласно докладу, в момент этих боев в этом районе находилась независимый наблюдатель А. Чечина. Как сообщается в докладе, оборонявшиеся, вместе с большинство жителей сел, были вынуждены отойти в горы. Согласно докладу, Чечина была свидетелем того, как село Храморт разграблялся, а имущество вывозилось на машинах. Сообщается, что ночью подошедшие армянские вооружённые формирования снова заняли эти села. Согласно докладу, село было разорено и подожжено при отступлении членами вооружённых формирований Азербайджана, а также в селе были обнаружены 6 трупов стариков (мужчин и женщин) — жителей села, которые не успели или не захотели бежать из села. Согласно этому докладу, изуродованные тела лично видела Чечина.
В ходе Карабахского конфликта село в 1993 году было занято армянскими вооружёнными формированиями и попало под контроль непризнанной Нагорно-Карабахской Республики (НКР), согласно административно-территориальному делению которой входило в состав Аскеранского района НКР и по-прежнему носило название Храморт (арм. Խրամորթ).
Однако законом Азербайджанской Республики от 5 октября 1999 года село Храморт Ходжалинского района было названо селом Пирляр. В настоящее время село Пирляр является центром Пирлярского сельского административно-территориального округа Ходжалинского района Азербайджана.
По состоянию на 2007 год село восстанавливалось за счет властей непризнанной республики и армянской диаспоры. Постепенно в село возвращались беженцы, строились новые дома, были восстановлены школа и детский сад.
В 2009 году в селе был снят первый в истории художественный фильм непризнанной республики «Дом, который стрелял».
Согласно Трёхстороннему Заявлению в ночь с 9 по 10 ноября 2020 года, подписанному по итогам Второй карабахской войны, село перешло под контроль Российских миротворческих сил.
В результате боевых действий в сентябре 2023 года Азербайджан восстановил свой контроль над селом.
22 декабря 2023 года президент Азербайджана Ильхам Алиев посетил село Пирляр.

## Экономика
У села есть большой потенциал для сельского хозяйства и туризма.